# Capparis pseudocerasifera
Capparis pseudocerasifera är en kaprisväxtart som beskrevs av Lucien Leon Hauman. Capparis pseudocerasifera ingår i släktet Capparis och familjen kaprisväxter. Inga underarter finns listade i Catalogue of Life.